# 9452 Rogerpeeters
A 9452 Rogerpeeters (ideiglenes jelöléssel 1998 DY33) a Naprendszer kisbolygóövében található aszteroida. Eric Walter Elst fedezte fel 1998. február 27-én.